# ميلتون دايموند
ميلتون دايموند (بالإنجليزية: Milton Diamond)‏ هو أحيائي أمريكي، ولد في 6 مارس 1934 في نيويورك في الولايات المتحدة.